# Автовокзал «Теремки» (станція метро)
50°22′27.90″ пн. ш. 30°27′08.42″ сх. д. / 50.3744167° пн. ш. 30.4523389° сх. д.
«Автовокзал „Теремки“» — перспективна станція, що проєктується на Оболонсько-Теремківській лінії Київського метрополітену, проміжна на запланованому відгалуженні лінії від станції «Іподром» в бік житлових масивів «Теремки-2», «Теремки-3» по розробці проєктно-кошторисної документації стадії «РД» на будівництво Оболонсько-Теремківської лінії метрополітену від станції «Виставковий центр» до Одеської площі. Наступна станція — «Вулиця Крейсера „Аврора“».

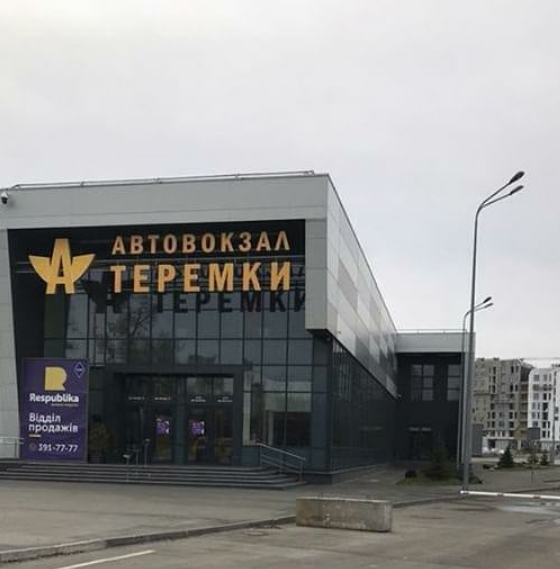
Автовокзал «Теремки»

Проєктна назва походить від автостанції, яку споруджено поблизу 8 грудня 2016 року.